# Sylvania, Ohio
Sylvania là một thành phố thuộc quận Lucas, tiểu bang Ohio, Hoa Kỳ. Năm 2010, dân số của thành phố này là 18965 người.

## Dân số
- Dân số năm 2000: 18670 người.
- Dân số năm 2010: 18965 người.